# Isaak (cantante)
Isaak Guderian, noto semplicemente come Isaak (Minden, 31 gennaio 1995), è un cantante tedesco.
Ha rappresentato la Germania all'Eurovision Song Contest 2024 con il brano Always on the Run.

## Biografia
Nato a Minden da padre tedesco e madre islandese, è cresciuto a Porta Westfalica prima di stabilirsi a Espelkamp. Isaak ha iniziato la sua carriera musicale come artista di strada, esibendosi con la sua band di supporto.
Nel 2011 ha partecipato alla seconda edizione della versione tedesca di X Factor. La sua interpretazione di Wonderwall degli Oasis, presentata come audizione, gli ha fruttato l'approvazione di tutti e tre i giudici ed è entrato nella categoria "Ragazzi 16-24" capitanata dal rapper tedesco Das Bo. Dopo una serie di singoli pubblicati come artista indipendente, nel 2021 ha successivamente partecipato e vinto il reality Show Your Talent.
Il 19 gennaio 2024 Isaak è stato annunciato come uno dei nove partecipanti a Das deutsche Finale, il processo di selezione tedesco per l'Eurovision Song Contest, con l'inedito Always on the Run. Alla finale dell'evento, tenutasi il 16 febbraio seguente, è stato proclamato vincitore del concorso dopo aver ottenuto il massimo dei punti da parte della giuria internazionale e del televoto, diventando di diritto il rappresentante tedesco sul palco eurovisivo a Malmö, in Svezia. Nella gara di maggio, Isaak chiude la finale al 12º posto con 117 punti, il miglior risultato per la Germania dal 2018.

## Discografia

### Singoli
- 2020 – Too Late
- 2020 – Sober
- 2021 – One Life
- 2021 – Shelter
- 2021 – Free
- 2021 – Impact
- 2021 – Water to the Seed
- 2021 – Finally
- 2022 – Baby Steps (con David Puentez)
- 2022 – Home
- 2023 – Postcard
- 2024 – Always on the Run